# Pterodroma hasitata
Pterodroma hasitata là một loài chim trong họ Procellariidae.